# Wielki Gatsby (film 1949)
Wielki Gatsby (The Great Gatsby) – amerykański melodramat z 1949 w reżyserii Elliotta Nugenta. Jest to druga adaptacja powieści pod tym samym tytułem amerykańskiego pisarza F. Scotta Fitzgeralda.

## Główne role
- Alan Ladd jako Jay Gatsby
- Betty Field jako Daisy Buchanan